# Euophrys luteolineata
Euophrys luteolineata är en spindelart som först beskrevs av Simon 1871.  Euophrys luteolineata ingår i släktet Euophrys och familjen hoppspindlar. Inga underarter finns listade i Catalogue of Life.